# Бурхан ал-Дин Ходжа
Бурхан ал-Дин Ходжа или Бурхан ал-Дин (уйг. بۇرخان ال دىن غوجا‎) — уйгурский религиозный и политический деятель, член суфийского ордена "Афакия" (белогорцев), является потомком Аппак Ходжи. Вместе со своим братом Ходжа Джаханом участвовал в борьбе с джунгарами на стороне Империи Цин, затем после окончательного уничтожения Джунгарского ханства вступил уже в борьбу с маньчжурами, которые оккупировали Кашгарию и бывшие джунгарские территории.

## Биография
Бурхан ал-Дин Ходжа вместе со своим братом Джахан Ходжой являлся сыном белогорского святого Ахмад Ходжи, которого джунгары депортировали в регион Или вместе с черногорским ходжой Даньялом, так как они оба представляли опасность для политической стабильности в городах Таримского бассейна после ослабления Джунгарского ханства и смерти Яхья Ходжы — сына Аппак Ходжи и по совместительству вассального правителя Кашгарии.

Перед завоеванием Восточного Туркестана Империей Цин, Кашгарией всё ещё правили черногорские ходжи, несмотря на то что страна была разделена на провинции в каждой из которых правили отдельные шейхи и их наследники до 1755 года. Вместе с территориальной раздробленностью черногорские ходжи также ощущали потерю доверия населения что в следствии вызвало возвращение белогорских ходжей и приход Империи Цин. В Или двое сыновей Ахмад Ходжи — Джахан Ходжа и Бурхан ал-Дин добились получения независимости. В то время Империя Цин разгромила джунгар в 1757 году и цинский двор оказывал поддержку для братьев, отводя им роль как посредников для управления мусульманским населением. В 1755–1756 годах Джахан захватил власть в Или, в то время как Бурхан ал-Дин стал править в Яркенде и Кашгаре. Однако независимость белогорских ходжей не просуществовала долго, бывшие союзники в лице Империи Цин объявили войну двум братьям и со временем они оба были убиты в Бадахшане
Недавно, мы захватили все (ойратские) племена которые были подченены джунгарам и включили всю (Джунгарию) в состав нашей территории. Затем восточные и западные буруты (киргизы) и левые и правые казахи также добровольно признали нашу власть. Однако из-за того что только братья Ходжи Джахан не подчинились мне и подняли восстание, нам необходимо  было отправить армию и наказать их за это преступление...Это не есть намерение приводит действия для войны...Мусульмане Андижана и Бадахшана, которые принимают мою указания и чувствуют страх перед нашей силой также добровольно. И сейчас подчинившись нашей воле, они принесли мне голову бунтовщика (т.е Ходжи Джахана). Эта пограничная земля в отдалённых районах будет спокойна и каждое племя будет жить в вечном мире. Власть и благодеяние распросроняется по всем одалённым регионам, причитающая защиту Неба и великое благлславление предков.Мне удалось добиться того, чего не удалось достичь ни моему имперскому отцу, ни моему имперскому деду.Император Цяньлун, 

## Потомки
Бурхан ал-Дин являлся отцом Самсак-ходжы одного из лидеров восстания белогорских ходжей в Кашгарии который в свою очередь являлся отцом лидера уже другого восстания уйгуров — Джахангир-ходжы.